# Крута S
Крута S, також відома як Всесвітня S, — це знак графіті в популярній культурі та дитинстві, який зазвичай малюють на дитячих зошитах або графіті на стінах. Точне походження Cool S невідоме,  але воно стало поширеним приблизно на початку 1970-х як частина культури графіті.

## Форма
Крута S складається з 14 лінійних сегментів, які утворюють стилізовану загострену S-форму. Його також порівнюють із символом нескінченності. Хвостики (загострені кінці) букви S ніби з’єднані знизу, тому вона обертається навколо себе так само, як це робить символ нескінченності. Крута S не має симетрії відбиття, але має 2-кратну обертальну симетрію.

## Iсторія
Точне походження символу невідоме, але зазвичай вважається, що це артефакт дитинства, що означає, що його навчають діти дітям протягом поколінь.
На фотографіях графіті Джона Наара в Нью-Йорку, які були зроблені в 1973 році та опубліковані в журналі Віра Графіті в 1974 році, багато разів зображено символ, ідентичний його сучасній формі. На роботах Жана-Мішеля Баскія також іноді цей символ десь прихований, як-от у Карл Перший, а в творі під назвою «Оливкова олія» 1982 року він позначений як «класичне S від графф».
Назва «Супермен S» походить від переконання, що це символ Супермена, костюм якого має стилізовану букву S у формі діаманта, але ця форма зовсім інша. Еммі Коутс (яка працювала разом із Шоном Стассі з 1985 року) заявила, що це ніколи не було символом каліфорнійської серфінгової компанії. У 2010 році компанія завантажила відео на Vimeo, а пізніше на YouTube, на якому можна побачити одну з фотографій Джона Наара 1973 року з цим символом.
Символ був зареєстрований у Сполучених Штатах у липні 2020 року, але Марк Мей, власник торгової марки, каже, що він не бажає володіти торговельною маркою з фінансових міркувань, а скоріше «щоб зберегти її [...] і справді насолоджуватися її нешанобливістю».

## Дивитись також
- Хенохеномохеджі
- Смайлик
- Малювання гори-близнюка
- Кілрой був тут
- Саторська площа